# 乌赫尼夫
乌赫尼夫（烏克蘭語：Угнів，羅馬化：Uhniv，IPA：[ˈuɦniu̯] ⓘ）是是乌克兰利沃夫州舍普季茨基区贝尔兹市镇内的城市，2020年7月18日前隶属于索卡爾區。該市位於索洛基亞河畔，面積2.48平方公里，海拔高度214米，2022年人口数量为939人。

## 图集

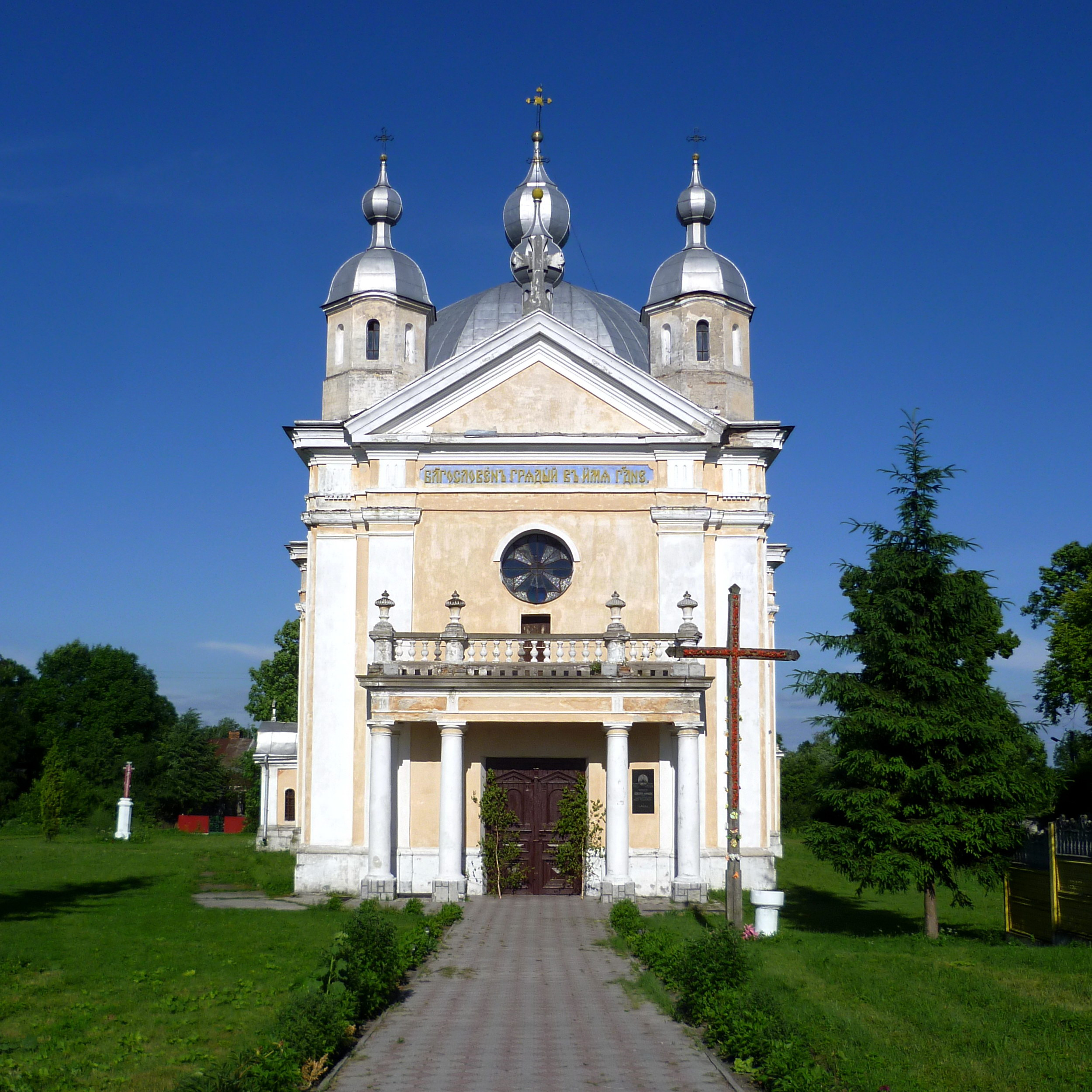
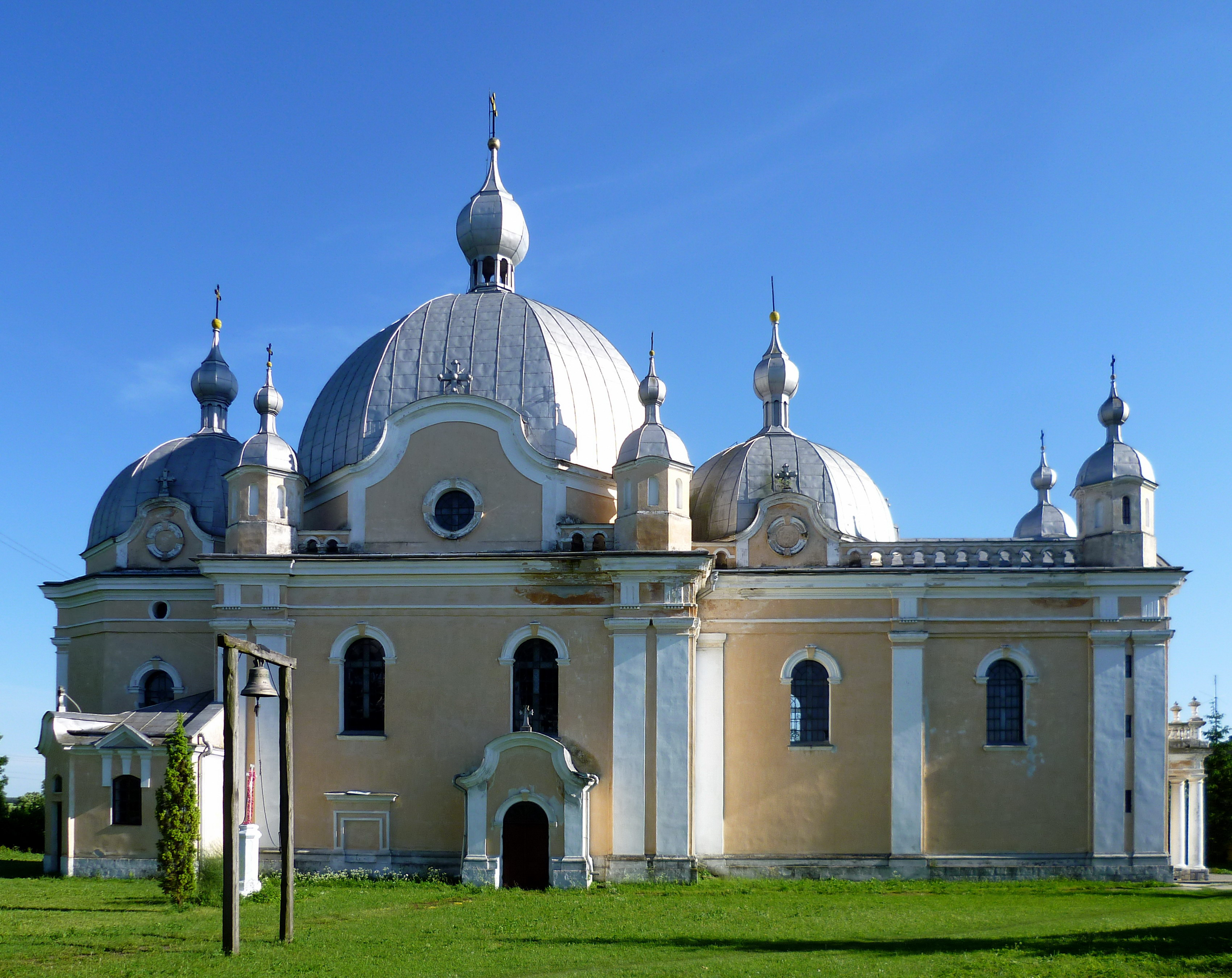
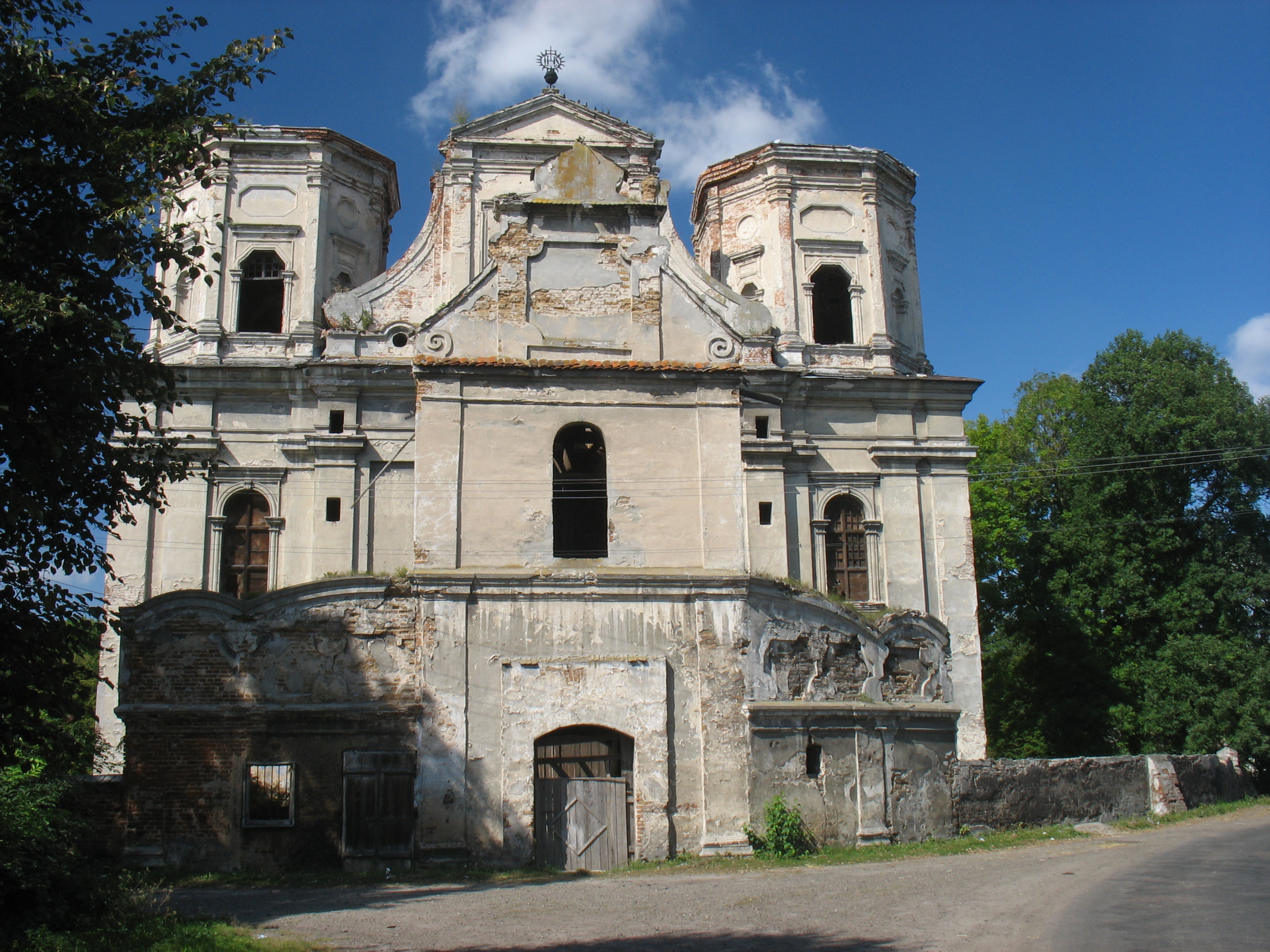
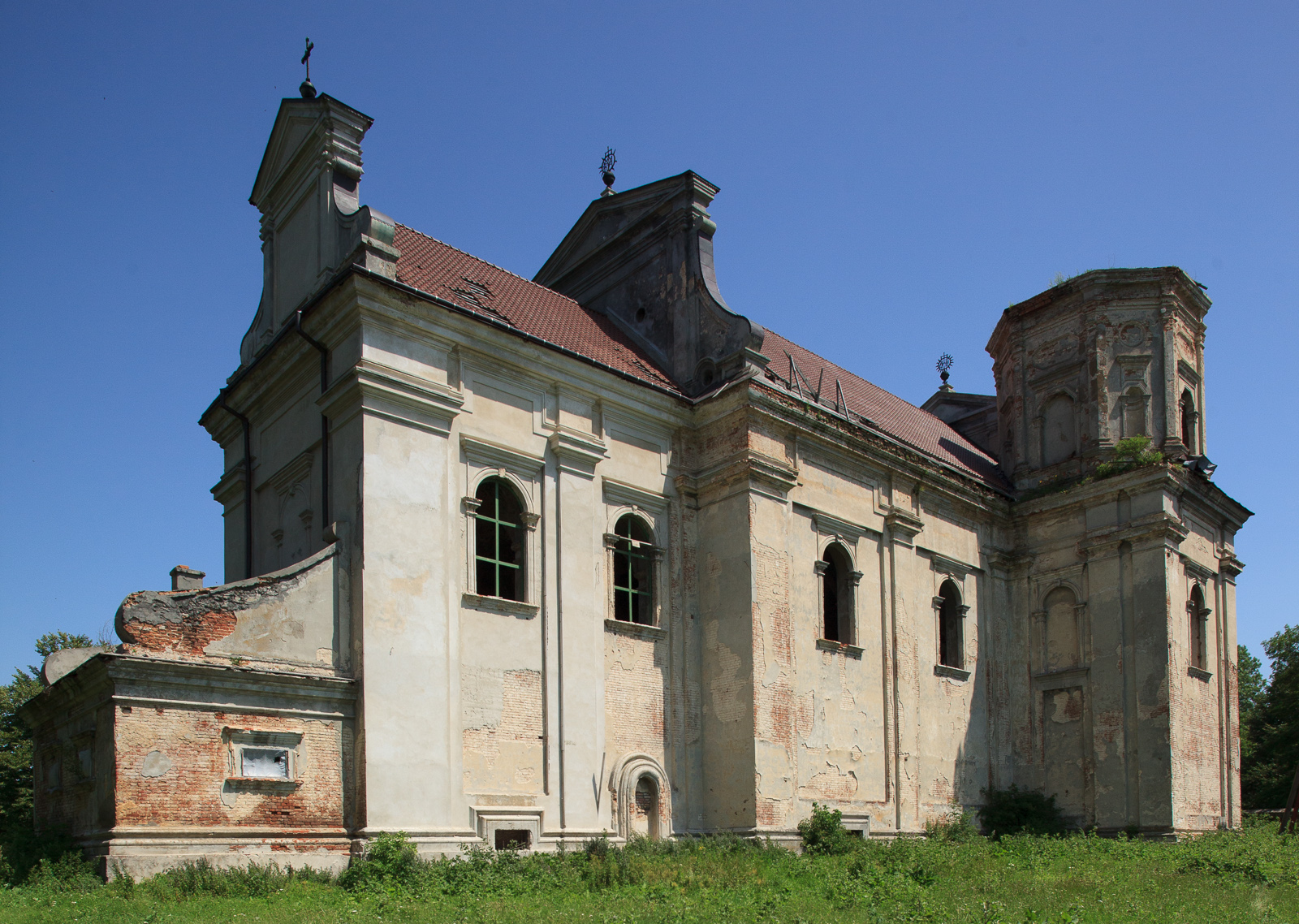
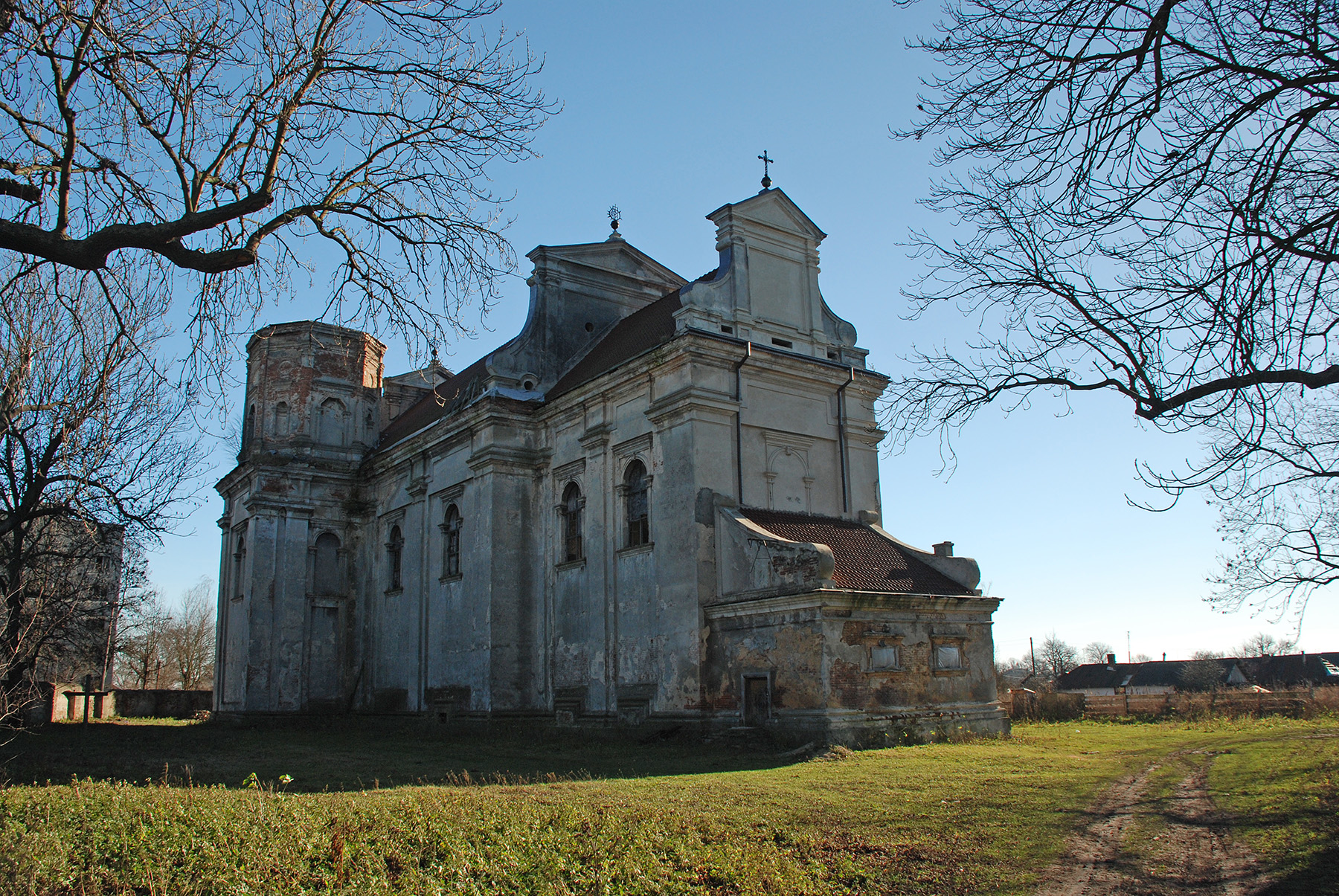
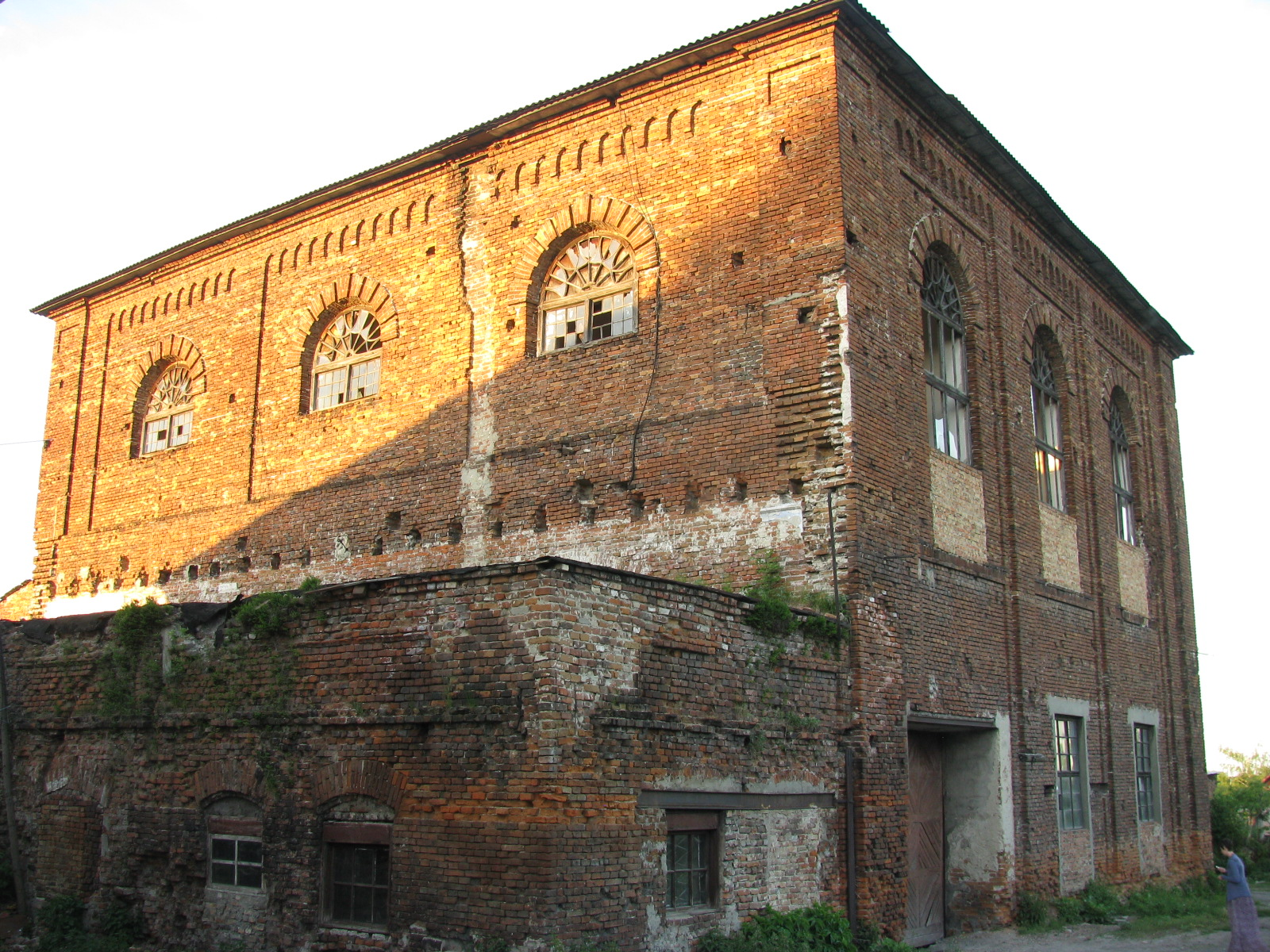
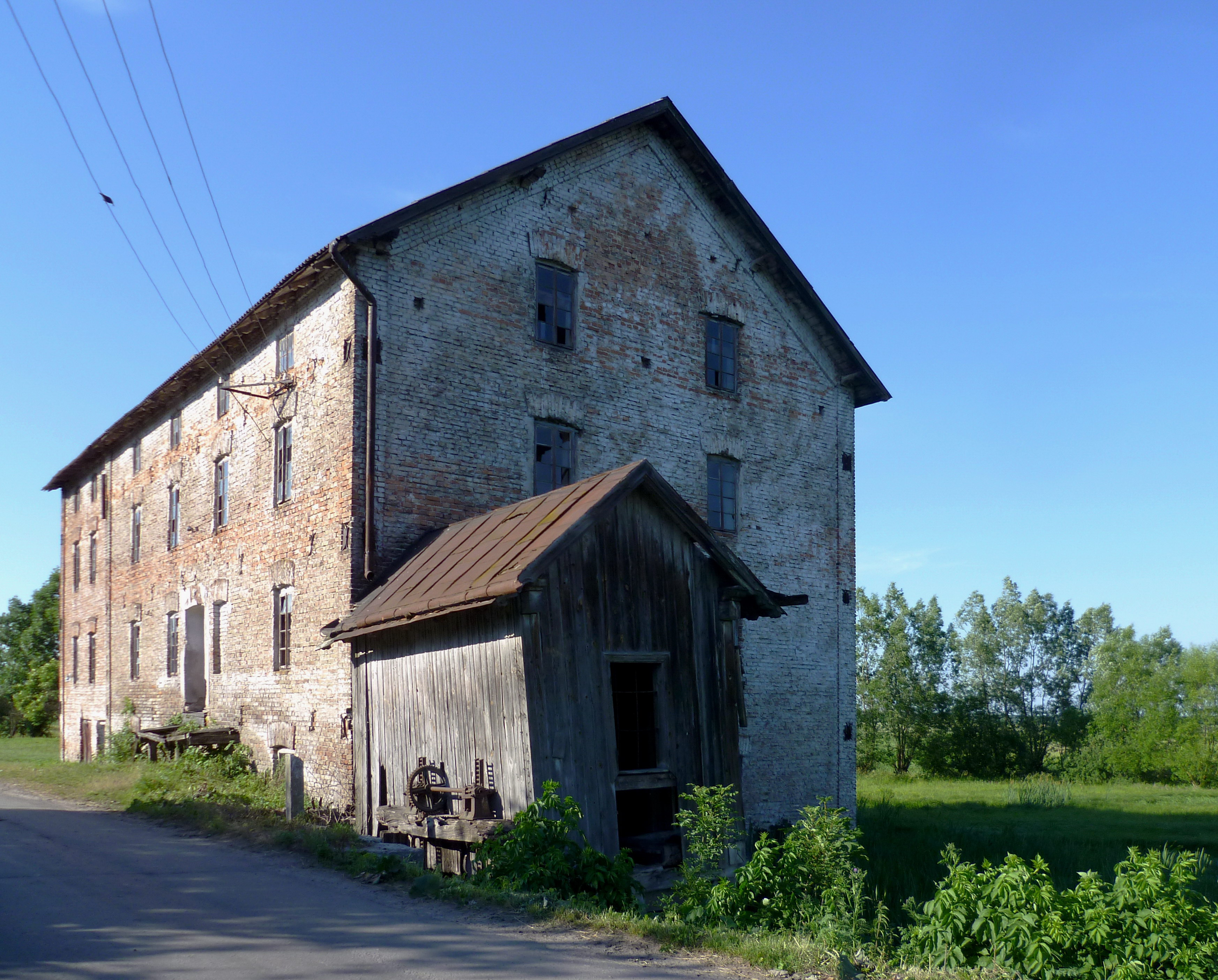
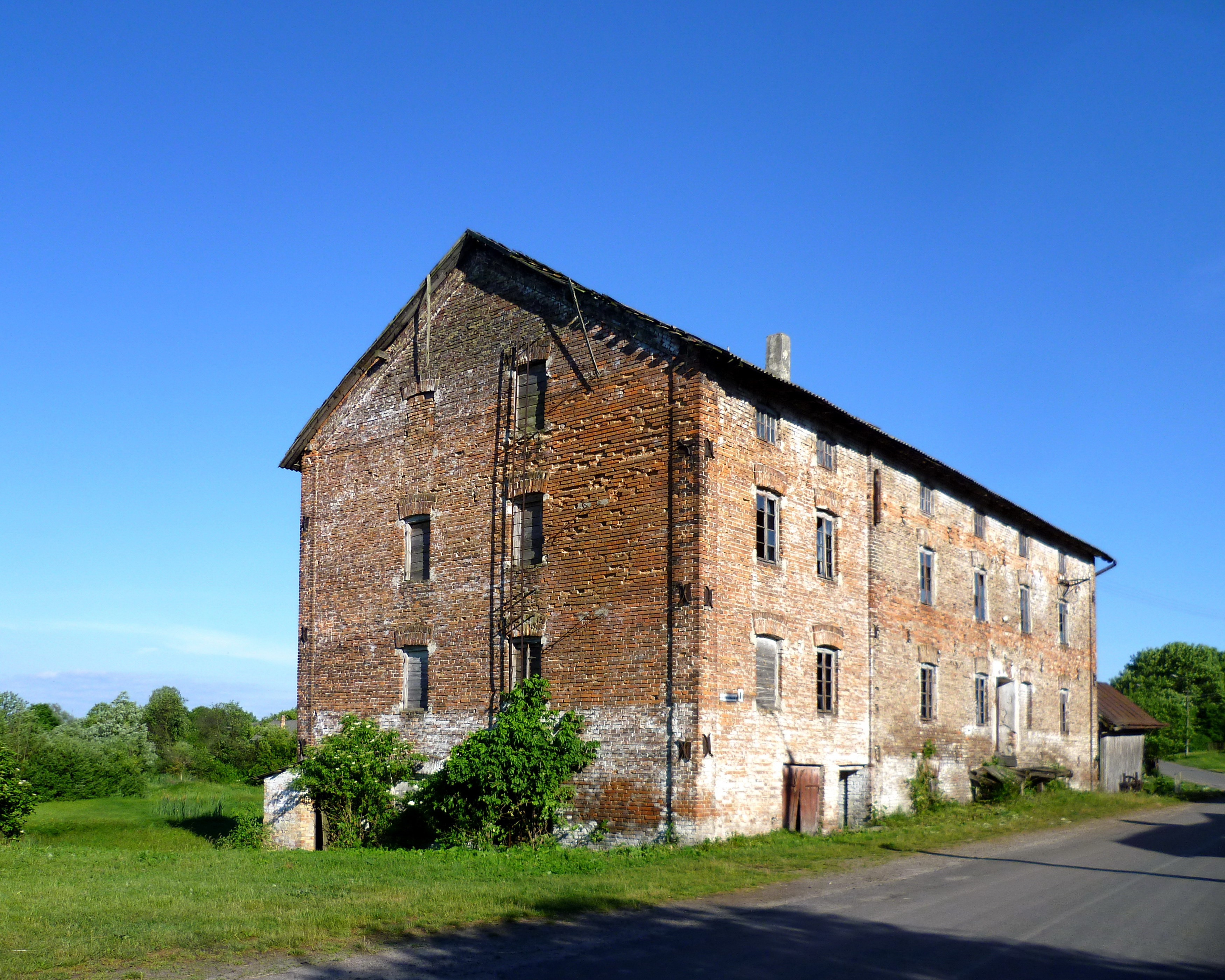